# 21626 Matthewhall
21626 Matthewhall (1999 NP2) là một tiểu hành tinh vành đai chính được phát hiện ngày 12 tháng 7 năm 1999 bởi Nhóm nghiên cứu tiểu hành tinh gần Trái Đất phòng thí nghiệm Lincoln ở Socorro.